# 灰皿

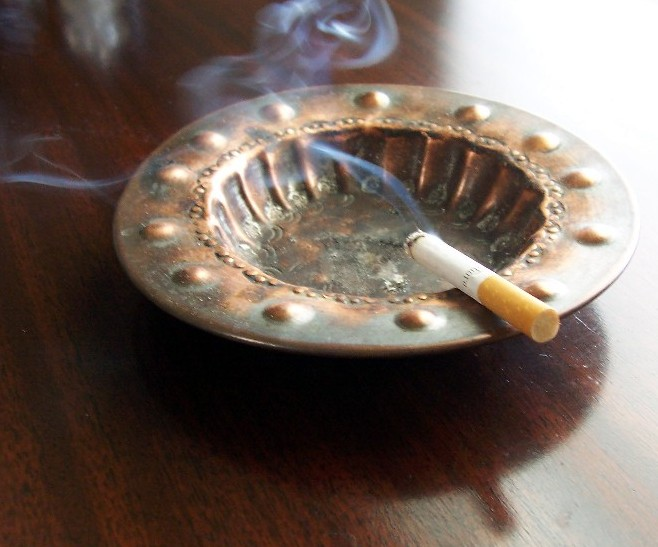
灰皿の一例

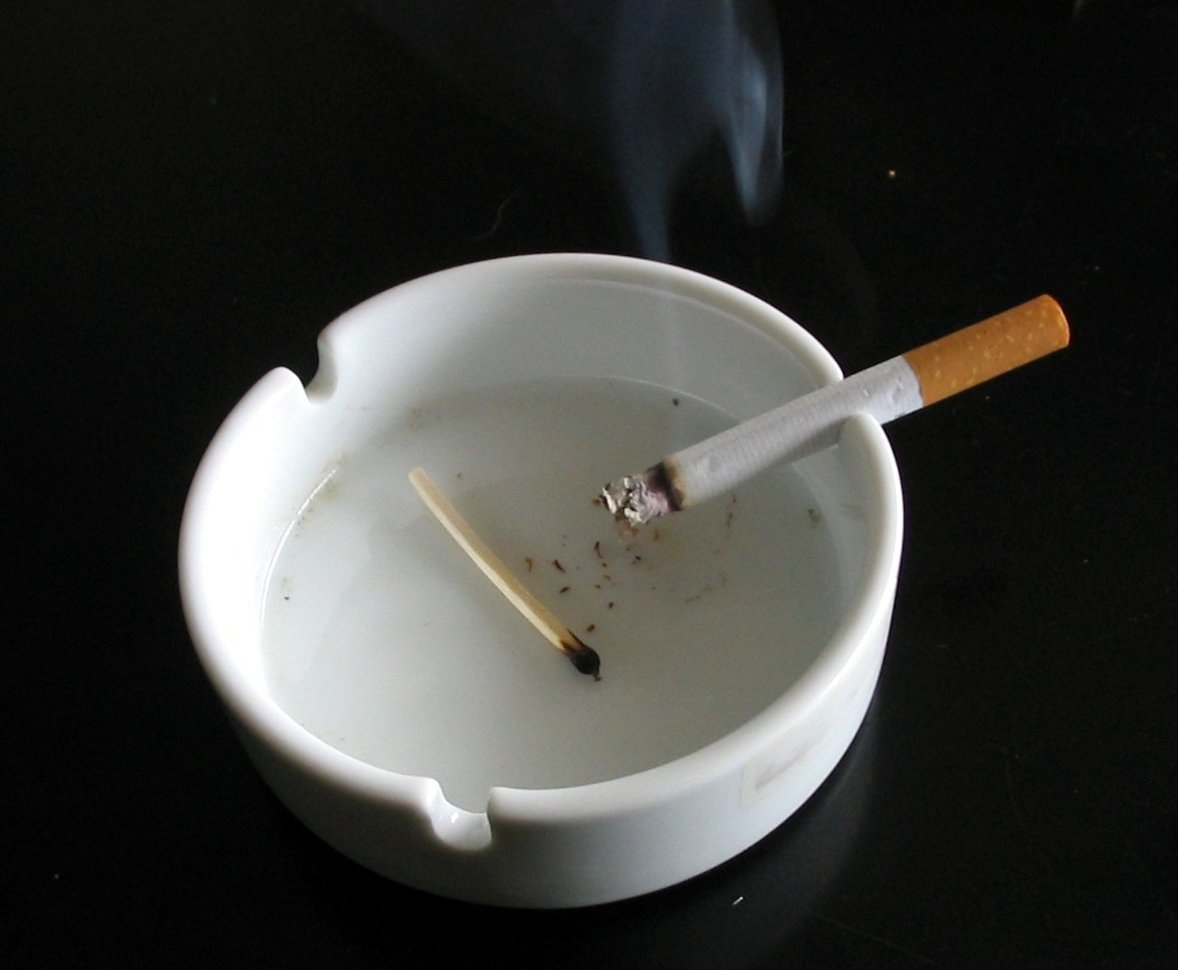
陶器の灰皿

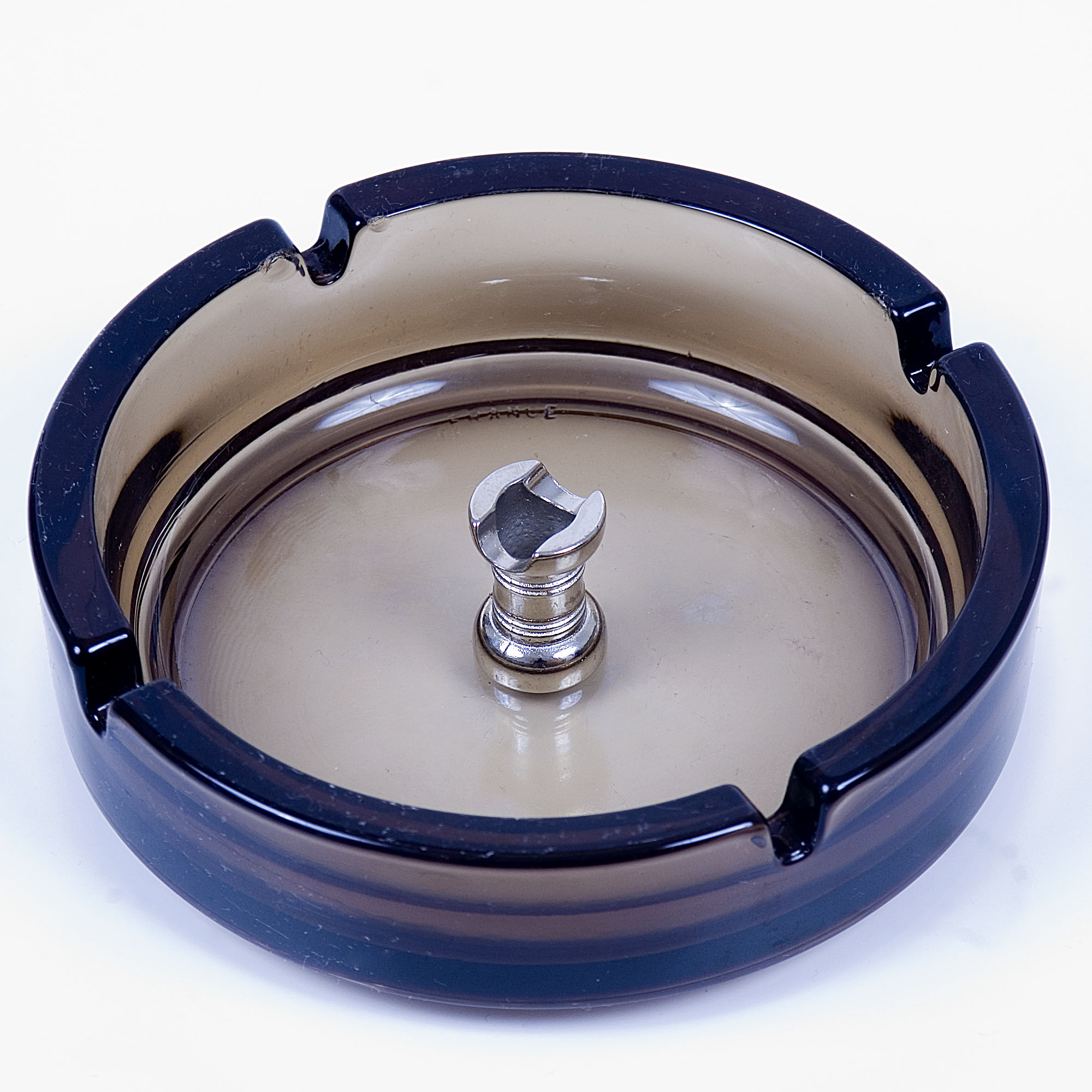

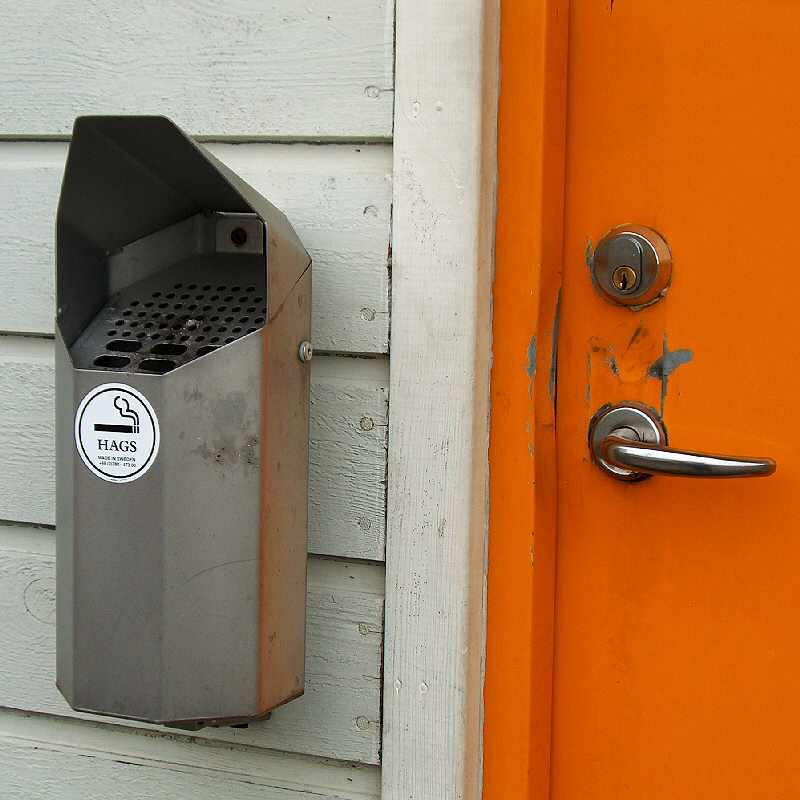
公衆に設置してある灰皿

灰皿（はいざら 英:Ashtray）とは、主にタバコを喫煙する際に出た灰を入れるためのものである。

## 概要
灰皿は、主に煙草の灰を入れる容器として使用されるほか、煙草の火を押し付けて消すなどの用途にも用いられるため、耐熱性が必須である。煙草の吸殻のほか、マッチが利用されていた時代には、これの燃えさしを捨てるためのものでもあった。ライターが極めて安価になり、マッチが着火用として廃れてからは、主に紙巻煙草の吸殻を入れるためのものとなっている。菓子の包み紙などを入れるなど、簡易ごみ箱のように利用する人もいる。
灰皿には、卓上のものから設置式の家具のようなものまでさまざまな形状があり、また近年ではゴミの投げ捨てが不法行為に該当することから、巾着袋・印籠状の携帯用灰皿も多く出回っている。卓上式のものや携帯用のものでは簡単なものは極めて安価であることから、ノベルティや粗品として企業や商品の宣伝にプレゼントなどで配布されるものも多く見られ、またそのようなものを永く愛用する人も見られる。

### 多様性
卓上に置くものでは、個人の趣味性もあってさまざまな製品が見られる。意匠を凝らしたものや芸術的なもの、ライターや時計を組み込んだものなどがあり、これらは消費者の好みを満たすため、数多くのメーカーから多様な製品が発売されている。
素材としては、陶器、ガラスや金属（主にプレス加工による板金）製のものが主流であるが、メノウやクリスタルガラスなどといった高級で重量感のある素材を使ったものや、素焼きの素朴なもの、石（鉱物）製や鋳物の安定感のあるものなど、多様性が見られる。耐熱樹脂を除くプラスチックや木などは、耐熱性に難があるため灰皿の材質としては適していない。なお耐熱樹脂の灰皿は製造面で加工が容易であることから多く出回っている。

### 自動車の灰皿

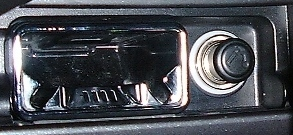
自動車灰皿とシガレットライター（右側の丸い突起）

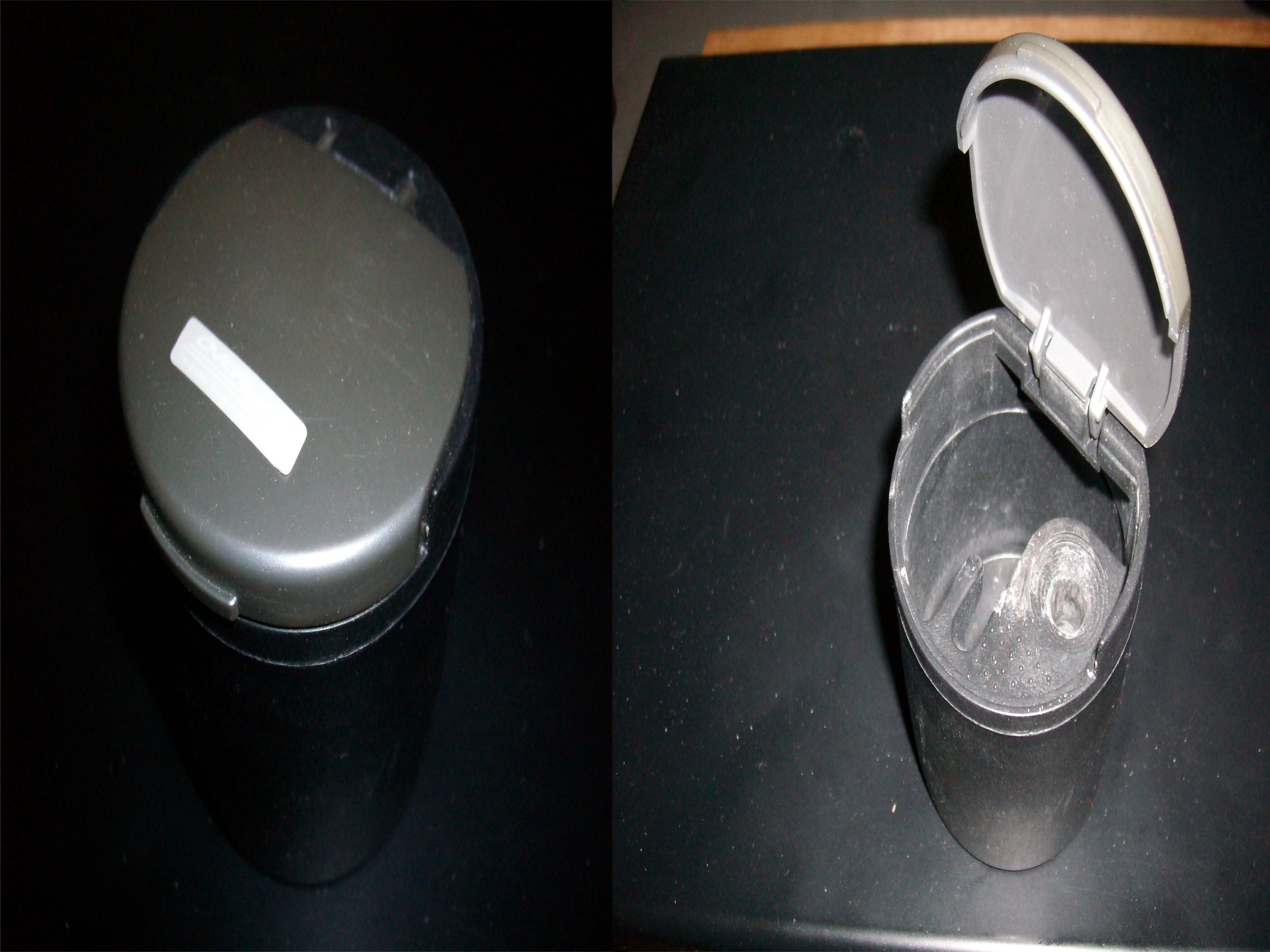
カップホルダー用灰皿。穴に差し込むと消火できる。

大衆車を含む一般向けの自動車が標準的に灰皿を備え付けるようになって久しいが、マツダ・ペルソナは例外的にオプション装備とすることで話題を集めた。最近は軽自動車などでは灰皿を装備していないことが多い。運転者の中には、灰皿を装備していない自動車でカーショップで売られているコップ型の灰皿を愛用する人もいる。飲料類を車内で保持する「カップホルダー」に装着して使用する。
車内にはシガレットライターという自動車用のライターが装備されてきたが、灰皿とともに設置車両が減少している。しかしシガレットライターは「車内用電源ソケット（12/24V）」としても利用されるため、ライターの機能のみを取り除いてソケットを残している車両もある（日産・マーチK12型など）。こうしたソケットは熱対策やライターの飛び出し防止の凹凸などが存在しないため絶対にライターを差し込んではならない。

## 灰皿設置の問題点
日本では近年、ごみの分別収集などが厳格化したことに伴って、スタンド灰皿（スモーキングスタンド）やごみ箱を置くと、かえってその場所に無秩序に大量のごみなどが捨てられるケースもあり、公衆衛生上問題であることから、自治体などによって撤去が進められているケースもある。これに似た状況は、1990年代より自動車専用道のサービスエリアやパーキングエリアに設置されたゴミ箱に家庭ゴミなどが大量に投棄されるようになった問題や、2000年代においてコンビニエンスストアの店頭ゴミ箱に家庭ゴミを放置されるなどの問題も見出される。
また、灰皿を設置すると、その場所では頻繁に喫煙が行われ、吸殻自体が燃えて多量の煙を発生させるなど、煙源となってしまうため、悪臭や煙により周囲の空気環境を汚染し煙害を引き起こすなどの問題もある。

### 店舗入口の灰皿

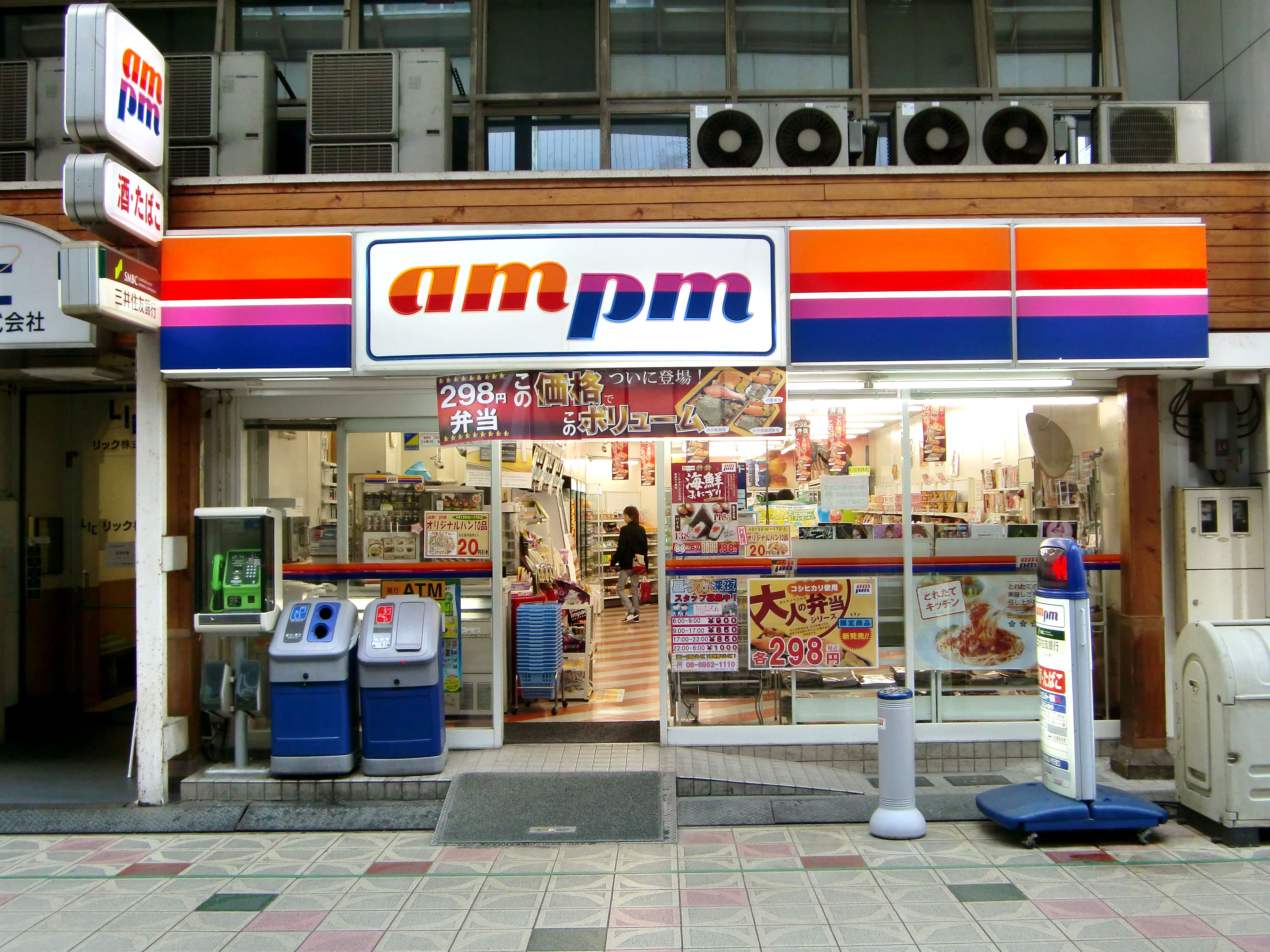
店舗入口の灰皿

一般に言うところの公共施設やコンビニエンスストア・スーパーマーケット・ショッピングモールなどの一般に広く利用者を集める小売店や飲食店では、利用客等に入店前の吸殻処理による店内禁煙の遵守を促すため、出入り口付近の戸外に灰皿が設置されている店舗も見られるが、これら灰皿は特に用途は明示されていないため、喫煙所となっている場合も散見される。
このように設置された灰皿には、清掃が行き届かず吸殻が溜まるものもあり、前述の灰皿設置の問題点が顕著となる傾向がある。
また、灰皿の設置場所が同店舗に出入口付近にあることにも絡み、同店舗利用者の通行する場所に煙が流れる等の問題もあることから、施設・店舗によっては灰皿を撤去したり、設置場所を工夫するなどの対応を図るところもある。
東京都港区のように店頭灰皿の撤去を義務づける条例を制定した自治体が存在する一方、全国たばこ販売協同組合連合会のようにたばこの売上アップなどを目的に店頭灰皿の設置を推進する団体も存在している。

### 携帯灰皿
1980年代にゴミの投げ捨てが社会問題となったが、2000年代よりは都市景観や自然の景観に配慮してポイ捨て回避の観点から携帯用灰皿が普及した。
但し、人込みのある路上や、本来は防災の観点から禁煙場所である地下施設などにおいて携帯灰皿を使うことを、場所を選ばない喫煙の隠れ蓑のように考える者も見られ、非喫煙者や施設関係者との軋轢を深める傾向もうかがえる。携帯灰皿を使う場合であっても、禁煙場所や人混みなどのように周囲に受動喫煙を強いるような場所は避け、風向なども考慮し、他者への迷惑とならない使用が勧められる。
また、吸殻の投げ捨ては論外であるが、場所によってはゴミの投げ棄てとして処罰されるだけではなく、火災の原因となる可能性もある。
路上喫煙禁止条例やポイ捨ても参照。

### 灰皿と分煙
灰皿の中には、近年の分煙や嫌煙権に配慮して、脱臭・脱煙機能を持つものも見られる。この中には空気清浄機を内蔵して、強制的に周囲の煙を吸い込み粉塵を除去する製品も出回っているが、十分な受動喫煙防止効果が得られない等の指摘もあり、もっぱら喫煙所などに設置されている。

## 灰皿と事故
灰皿は、中の吸殻を定期的に捨てることで利用されるが、一部には吸殻の火が完全に消えているか確認せずにゴミ箱に捨ててしまって火事を起こす場合がある。また寝煙草などで燃焼中の煙草が灰皿から落ちてしまい、これが火災の火種となる事もある。その一方でモノグサな人が灰皿に吸殻を溜め込んでしまい、これがくすぶって火災となるケースも聞かれる。

### 樹脂製灰皿の問題
特にメラミン樹脂や尿素樹脂を使った灰皿は、この吸殻が灰皿内でくすぶることによりひび割れを起こし、重度の場合は真っ二つに割れてしまうことがある。2004年には北九州市消防局がこの可能性に対して警告を発しており、また同様の問題はガラス製灰皿でも発生しうるとして注意を呼びかけている。
灰皿内には吸殻を溜め込んだりせず、できれば水を掛けて完全消火しておくことが望ましい。

### 誤飲事故
灰皿として清涼飲料水などの飲料の容器を使用、または飲み残した飲料に吸殻を捨てることで、これの特に子供による誤飲事故もしばしば発生する。このような誤飲事故では、飲料中にニコチン等の有害成分が大量に溶け出してしまって、余計に中毒を引き起こしやすい。
このような誤飲事故では早急に吐かせて、できるだけ早く医師の診察を受けることが勧められる。

## 灰皿と事件
灰皿でも高級なものでは、石やクリスタルガラスなどかなりの重量・硬度があるものも多い。これを怒りに任せて投げ付け、相手に怪我を負わせるといったドメスティックバイオレンスなどの事件はしばしば報じられており、またこれによる殴打・撲殺事件も聞かれる。
凶器となりうるのは何も灰皿に限ったことではないが、通常、テーブルの上にそのような重量があり持ちやすい大きさの物品は灰皿以外にはないこともあり、相対的に灰皿が凶器として使用される危険度が上がるという事情も考えられる。